# Gmina żydowska w Tczewie

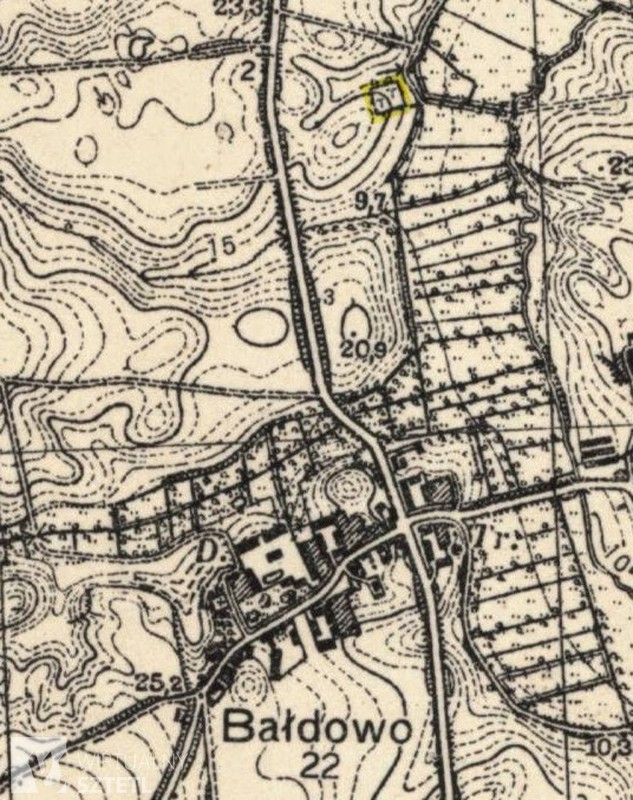
Lokalizacja kirkutu (kolor żółty) na północ od Bałdowa, na mapie topograficznej z 1934 r.

Gmina żydowska w Tczewie – ludność żydowska osiedliła się na terenach Tczewa na początku XV wieku. Stworzyła na tych terenach swoją gminę, jednak dopiero w 1772 roku ich pobyt w Tczewie został zalegalizowany.
Ponad pół wieku od otrzymania od władz miasta zezwolenia na osiedlenie Żydzi wznieśli synagogę.
Po ponad stu latach swojej obecności w Tczewie gmina żydowska rozrosła się do prawie pół tysiąca osób, co stanowiło 5% ówczesnej społeczności miasta. Żydzi zajmowali się kupiectwem i handlem – głównie zbożem i skórami.
W roku 1835 na wzgórzu  położonym na północ od miejscowości Bałdowo założono cmentarz żydowski – do dziś przez miejscową ludność nazywany „żydownią”.
Pozostało po nim tylko kilka macew i lapidarium z tablicą upamiętniającą pochowanych tam ludzi. Napis na tablicy, w języku polskim i hebrajskim, głosi:
Lew ha-Szaron. Tczew.
Do czasu rozpoczęcia drugiej wojny światowej istniała w Tczewie gmina żydowska. Na tym wzgórzu w latach 1835 – 1939 znajdował się cmentarz gminy żydowskiej w Tczewie.
Boże, ocal ich dusze
Cmentarz został zniszczony przez nazistów. W późniejszych latach aktów dewastacji i profanacji tego miejsca dokonywała również miejscowa ludność, która, wierząc w lokalne historie, poszukiwała bogactw, rzekomo zakopanych tam przez opuszczającą miasto ludność żydowską.
Nowy cmentarz został założony w okresie międzywojennym już w samym mieście, przy ulicy Wojska Polskiego.
Gmina żydowska w roku 1925 kupiła ten teren od ewangelików. Cmentarz zajmował ok. 30 arów ziemi.
Rosły tam kasztany, tworząc aleję z drzew i dzieląc obszar na 3 części, w których grzebano zmarłych. On również został zniszczony przez nazistów,
a następnie przez rząd komunistyczny, który mając w pogardzie miejsca związane z kulturą żydowską wyznaczył teren cmentarza na miejsce, w którym powstały budynki miejskiej przychodni i pogotowia ratunkowego oraz stacji paliw.
Struktura demograficzna Tczewa uległa gwałtownej zmianie na przełomie dziewiętnastego i dwudziestego wieku, kiedy ludność żydowska, pragnąc poprawić swoją sytuację gospodarczą, masowo opuszczała Polskę (emigracja m.in. do USA). Proces ten trwał aż do wybuchu II wojny światowej, kiedy gmina żydowska liczyła już tylko kilkanaście osób – jej definitywny koniec położyli naziści – Żydzi zostali zabici już w pierwszych dniach wojny.